# Natriumcyanid
Natriumcyanid ist das Natriumsalz der Blausäure (HCN). Bei Raumtemperatur ist es ein farbloses, hygroskopisches kristallines Pulver, das leicht bittermandelartig riecht. Es gilt als hochgiftig. In Gegenwart von Säuren zersetzt es sich unter Freisetzung des ebenfalls hochtoxischen Gases Blausäure.

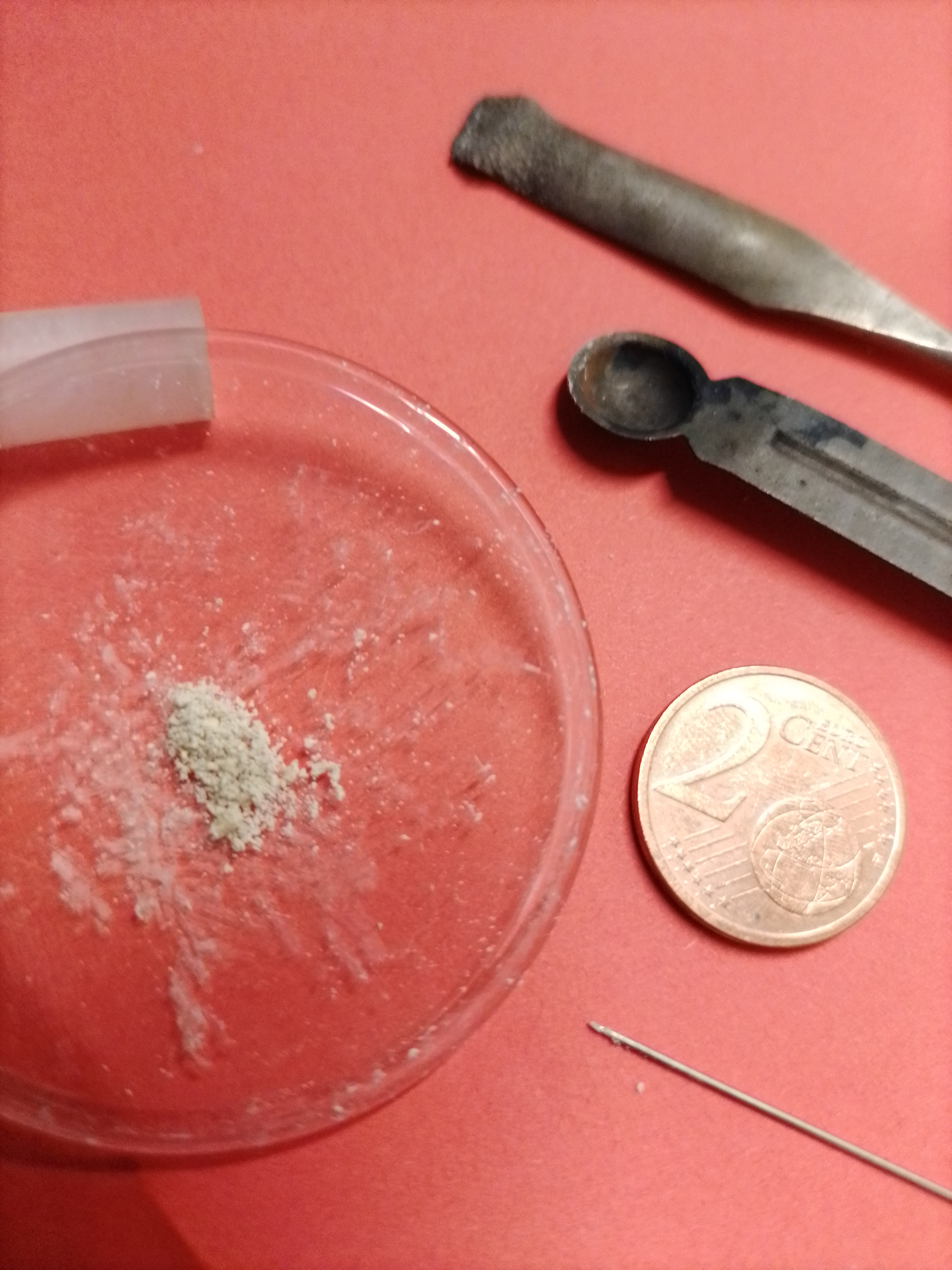
Natriumcyanid (20 mg), als weißes Pulver.

NaCN + H2SO4  →  HCN +  NaHSO4

## Darstellung
Im Labor lässt es sich über zwei Reaktionen in kleinem Maßstab synthetisieren:
{\displaystyle \mathrm {6\,HCl+K_{3}[Fe(CN)_{6}]\longrightarrow 6\,HCN+FeCl_{3}+3\,KCl} }
Die mithilfe von Säure  freigesetzte Blausäure wird dann (als Gas) in Natronlauge eingeleitet, wobei sie zum Natriumsalz neutralisiert:
{\displaystyle \mathrm {HCN+NaOH\longrightarrow NaCN+H_{2}O} }
Natriumcyanid wird auch durch Neutralisation von Blausäure mit Natronlauge nach dem Andrussow-Verfahren gewonnen. Ausgangsstoffe für die Synthese sind Methan, Ammoniak und Sauerstoff.
{\displaystyle \mathrm {2\,CH_{4}+2\,NH_{3}+3\,O_{2}\longrightarrow 2\,HCN+6\,H_{2}O+960\,kJ} }
Methan, Ammoniak und Sauerstoff reagieren bei ≈1500 °C und Anwesenheit von Platin bzw. Rhodium-Katalysatoren zu Blausäure und Wasser.
Die nachfolgende Neutralisation ergibt Natriumcyanid.
{\displaystyle \mathrm {HCN+NaOH\longrightarrow NaCN+H_{2}O} }
Blausäure und Natronlauge ergeben Natriumcyanid und Wasser.
Früher wurde Natriumcyanid nach dem Castner-Kellner-Verfahren durch Reaktion von geschmolzenem Natrium mit Ammoniak zu Natriumamid und durch Glühen von Natriumamid mit Kohle gewonnen:
{\displaystyle \mathrm {2\ Na\ +\ 2\ NH_{3}\longrightarrow \ 2\ NaNH_{2}\ +\ H_{2}} }
{\displaystyle \mathrm {2\ NaNH_{2}\ {\xrightarrow[{-2\ H_{2}}]{+C}}\ \ Na_{2}CN_{2}\ {\xrightarrow {+C}}\ 2\ NaCN} }

## Eigenschaften
Natriumcyanid ist sehr giftig. Es ist stark fischgiftig (siehe Cyanidfischerei) und belastet in größeren Mengen das Ökosystem. Es zersetzt sich in warmer wässriger Lösung langsam zu Natriumformiat und Ammoniak.

## Verwendung
Natriumcyanid wird zusammen mit Kaliumcyanid zur Gewinnung von Gold, Silber und anderen Metallen (Cyanidlaugerei) verwendet.
In der Galvanotechnik wird es für verschiedene cyanidische Bäder genutzt, so zum Beispiel cyanidische Kupfer-, Messing-, Bronze-, Zink-, Cadmium- und Goldbäder.
Bei der Metallbearbeitung kommt geschmolzenes Natriumcyanid zum Härten bestimmter Stahlsorten (Einsatzstähle) zum Einsatz.
Die Organische Chemie nutzt Natriumcyanid zur Synthese von Nitrilen, wie Decannitril (Kolbe-Nitrilsynthese).

## Sicherheitshinweise
Es ist darauf zu achten, dass Natriumcyanidstaub und -dämpfe nicht eingeatmet werden. Behälter müssen dicht geschlossen sein sowie kühl und trocken gelagert werden.

### Zersetzung
Da Natriumcyanid auf Lebewesen stark toxisch wirkt (siehe Cyanidvergiftung), darf es auf keinen Fall über das Abwasser in die Umwelt gelangen, sondern muss in einer Abwasserbehandlungsanlage vollständig oxidiert werden. Dies kann auf die folgenden vier Weisen geschehen:
1. Durch Behandlung mit Natriumhypochlorit (NaClO) nach folgender Gleichung:

{\displaystyle \mathrm {2\,NaCN+5\,NaClO+2\,NaOH\longrightarrow 2\,Na_{2}CO_{3}+N_{2}+5\,NaCl+H_{2}O} }
Das Behandeln mit Natriumhypochlorit hat den Nachteil, dass der AOX-Wert des Abwassers stark ansteigt.
1. Durch Zugabe von Wasserstoffperoxid (H2O2).
2. Durch Behandlung mit Ozon (O3).
3. Durch Oxidation an Kohle- oder Platinanoden mit Hilfe von Gleichstrom.

Ziel der Entgiftung ist eine vollständige Zersetzung des Natriumcyanids in Kohlendioxid und Stickstoff.

## Nachweis von Cyanidionen
Zu einer alkalischen Cyanidlösung wird im Unterschuss Eisen(II)-sulfat-Lösung zugegeben. Sind Cyanidionen vorhanden, dann bildet sich nach dem Ansäuern und Zugabe von Eisen(III)-chlorid-Lösung Berliner Blau.